# Chondrina dertosensis
Chondrina dertosensis is een slakkensoort uit de familie van de Chondrinidae. De wetenschappelijke naam van de soort is voor het eerst geldig gepubliceerd in 1886 door Bofill.